# Obergösgen
Obergösgen es una comuna suiza del cantón de Soleura, situada en el distrito de Gösgen. Limita al norte con la comuna de Lostorf, al este con Niedergösgen y Däniken, al sur con Dulliken, y al oeste con Winznau.

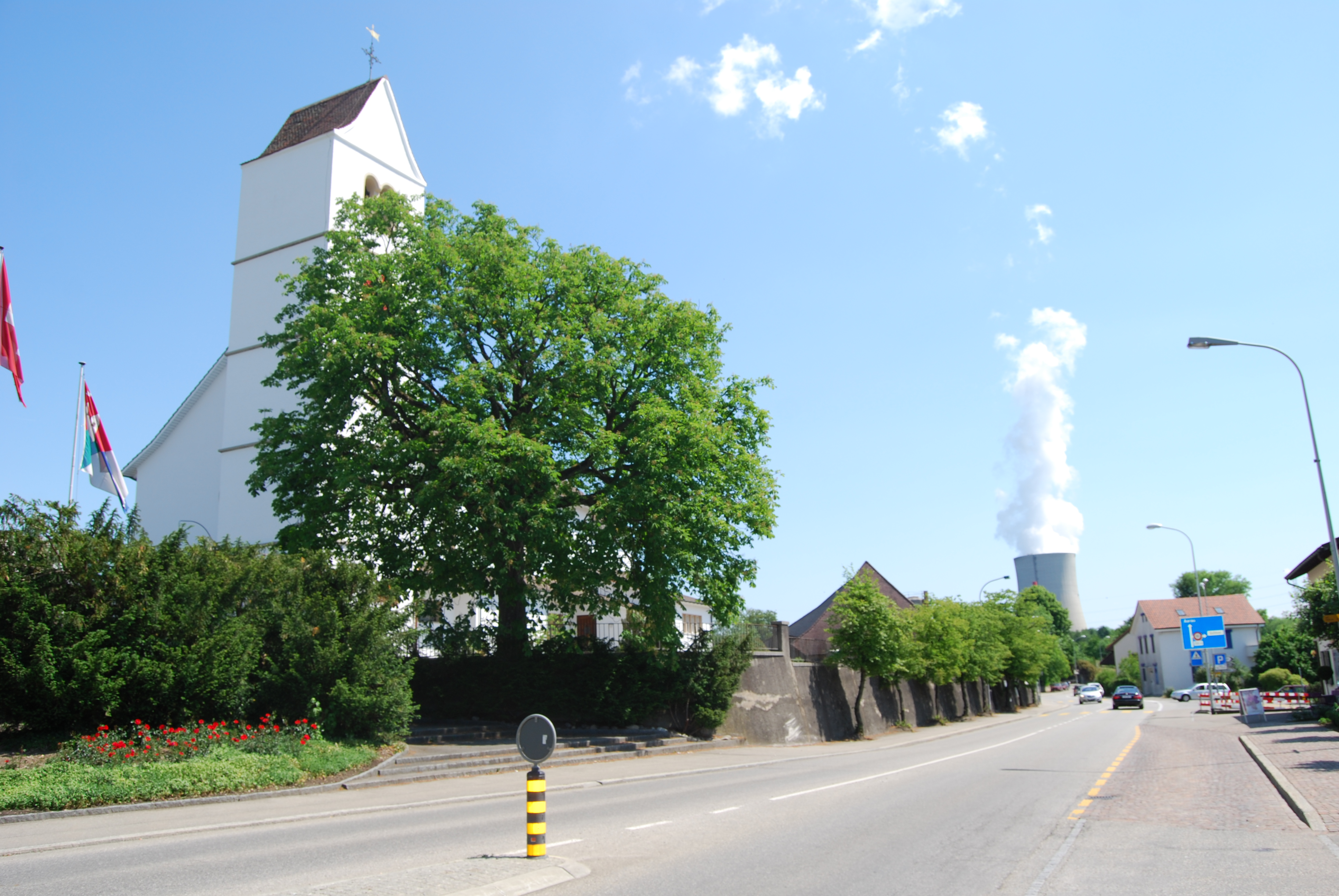
Obergösgen